# 杉原村
杉原村（すぎはらむら）は、かつて富山県婦負郡にあった村。

## 沿革
- 1889年（明治22年）4月1日 - 町村制の施行により、婦負郡黒田村、薄島村、西神通村、中神通村、野飼村、城生村、井栗谷村、深谷村、下深谷村、丸山村、大杉村、滅鬼村、寺家村、井田新村、杉田村、石戸村の区域の一部、福島村の区域の一部、広田村の区域の一部、浜子村の区域の一部、井田村の区域の一部、成子村の区域の一部及び上新川郡神通村の区域をもって、婦負郡杉原村が発足する。村役場を大字黒田村に置く[2]。
- 1953年（昭和28年）12月1日 - 婦負郡八尾町、杉原村、保内村、室牧村、卯花村及び黒瀬谷村の区域の一部が合併して、婦負郡八尾町が発足する。